# Koto Pangean
Koto Pangean is een bestuurslaag in het regentschap Kuantan Singingi van de provincie Riau, Indonesië. Koto Pangean telt 308 inwoners (volkstelling 2010).